# Krzysztof Jurjewicz Zawisza
Krzysztof Jurjewicz Kieżgajło Zawisza herbu Łabędź – marszałek hospodarski w latach 1546–1557, dworzanin Jego Królewskiej Mości w 1546 roku, starosta krasnosielski w 1546 roku, starosta przewalski w 1554 roku.